# My Little Universe
My Little Universe este o piesă a formației britanice Depeche Mode. Piesa a apărut pe albumul Delta Machine, în 2013.